# Route 165 (Québec)
Pour les articles homonymes, voir Route 165.
La route 165 (R-165) est une route nationale québécoise d'orientation nord / sud située sur la rive sud du fleuve Saint-Laurent. Elle dessert les régions administratives de Chaudière-Appalaches et du Centre-du-Québec.

## Tracé
La route 165 débute à Black Lake, secteur ouest de Thetford Mines. Elle contourne ensuite Saint-Ferdinand, puis traverse Plessisville. Dans cette ville, elle commence un chevauchement avec la route 116 jusqu'à Princeville. Elle se termine au nord de cette ville sur l'A-20. La 165 est une route récente; elle fut créée au milieu des années 1990. Auparavant la section entre Thetford Mines et Plessisville appartenait à la route 265, et celle entre Princeville et l'A-20 était une section de la route 263. Elle sert principalement à relier la ville de Thetford Mines à l’A-20, en direction de Montréal.

## Localités traversées (du sud au nord)
Liste des municipalités dont le territoire est traversé par la route 165, regroupées par municipalité régionale de comté.

### Chaudière-Appalaches
Les Appalaches
- Thetford Mines
- Irlande

### Centre-du-Québec
L'Érable
- Saint-Ferdinand
- Saint-Pierre-Baptiste
- Sainte-Sophie-d'Halifax
- Plessisville
- Princeville

Arthabaska
- Saint-Louis-de-Blandford

## Intersections majeures
| MRC                     | Municipalité             | km    | Destinations                                                                          | Notes |
| ----------------------- | ------------------------ | ----- | ------------------------------------------------------------------------------------- | --- |
| Les Appalaches          | Thetford Mines           | 0,00  | R-112 – Thetford Mines (Centre-ville), Sherbrooke                                     | |
| L'Érable                | Saint-Ferdinand          | 14,20 | R-216 est – Saint-Jean-de-Brébeuf                                                     | Terminus sud du multiplex avec la R-216                                                                                              |
| L'Érable                | Saint-Ferdinand          | 16,70 | R-216 ouest – Saint-Julien                                                            | Terminus nord du multiplex avec la R-216                                                                                             |
| L'Érable                | Plessisville             | 40,50 | R-116 est – Laurierville                                                              | Terminus sud du multiplex avec la R-116                                                                                              |
| L'Érable                | Princeville              | 48,40 | R-116 ouest – Victoriaville, Princeville                                              | Terminus nord du multiplex avec la R-116; pas d'indications en direction sud                                                         |
| L'Érable                | Princeville              | 50,40 | R-263 sud (Rue Saint-Jean-Baptiste)                                                   | Terminus sud du multiplex avec la R-263                                                                                              |
| Arthabaska              | Saint-Louis-de-Blandford | 61,20 | R-162 / R-263 nord vers A-20 – Saint-Rosaire, Saint-Louis-de-Blandford, Victoriaville | Terminus nord du multiplex avec la R-263; Saint-Louis-de-Blandford indiqué en direction nord, Victoriaville indiqué en direction sud |
| Arthabaska              | Saint-Louis-de-Blandford | 67,30 | A-20 – Montréal, Québec                                                               | Sortie 228 de l'A-20 |
| - Terminus de multiplex |                          |       |                                                                                       | |